# Andrija Dudić
Andrija Dudić (mađ. András Dudith); (1533. – 1589.), hrvatski biskup i astronom.

## Životopis
Iako rođen u Budimu, a školovao se u Veneciji i Padovi, bio je rodom iz sjeverne Hrvatske (Dudić Orehovički). Godine 1562. postao je rimokatolički biskup Knina; 1563. – 1567. bio je biskup Pečuha, a 1567. godine napustio je katoličku crkvu i prešao na protestantizam. 
1562-1563 kao predstavnik mađarskog klera na Tridentskom koncilu govori o važnosti da biskup ima sjedište u svojoj dijecezi (biskupiji). Također se zalaže za odbacivanje celibata i reforme. Maksimilijan II. šalje Dudića u Poljsku da pripremi teren za habsburško preuzimanje poljskog prijestolja. Tada izbija skandal jer se on ženi poljskom plemkinjom, te biva optužen da je prešao na protestantizam, a iz Rima mu dolazi kazna na smrt. Posljednje godine svog života proveo je u Poljskoj, gdje je između ostalog živio i u Krakovu. Između 1576. i 1579. boravio je u Moravskoj, gdje se pridružio tamošnjoj crkvi Moravske braće (Unitas fratrum). Od 1579. Dudić je živio u luteranskom Breslauu (Wroclawu), gdje je i pokopan u tadašnjoj protestantskoj crkvi sv. Elizabete. 
Bio je filolog, reformator, filozof i astronom. Objavio je djelo Kratko tumačenje o značenju repatica,  kritiku Aristotelova mišljenja. Poznato je njegovo djelo "Rasprava o kometima", "Orationes." "Rerum in Gallia Gestalum". Bio je konfesionalno neutralan, tj. nije se priklanjao ni jednoj struji. 
Godine 1989. na 400. obljetnicu Dudićeve smrti poljska i mađarska akademija objavile su 1. svezak njegove korespodencije, a kasnije je tiskano još 5 svezaka. U tih šest knjiga objavljena su 1033 pisma. Na žalost, korespondencija zadnjih devet godina Dudićevega života do danas nije urednički obrađena.